# Airel
Airel (prononcé /eʁɛl/) est une commune française située dans le département de la Manche en région Normandie, peuplée de 527 habitants.

## Géographie
Airel fait partie du territoire du parc naturel régional des marais du Cotentin et du Bessin.
La commune est traversée par la ligne SNCF Saint-Lô - Lison.
Elle se compose d'un bourg principal (Airel avec église et château) et de plusieurs écarts : le Bourgais, le Clos François, le Pont, les Rivières, Crépion, les Andrieux, la Cour de Fontenay, la Cour du Long Aunay, la Motte, Canivet, les Marettes, la Briqueterie, le Haut Pays, les Écoles, la Forge Fallot, Hôtel Bourgogne, la Blondellerie, la Blasnerie, la Paumerie, Montreuil, Champ Ruffin, Hôtel Castel, les Grandières, l'Hôtel Ballot, la Pégoterie, la Roque Genest, la Petite Rocque, la Grande Rocque.
Le paysage est principalement composé de prés humides. Au nord se trouvent des marais : la Terre de Coliette (avec ruine d'une ancienne écluse), le Marais, la Hoguette. Airel est bordée à l'ouest par la Vire, au sud par la Tortogne, au nord-est par l'Elle. Au sud se trouve d'anciennes carrières.
| Saint-Fromond       | Neuilly-la-Forêt (Calvados), Lison (Calvados) | Lison (Calvados) |
| Saint-Fromond       | Airel                                         | Moon-sur-Elle    |
| Cavigny, La Meauffe | La Meauffe, Moon-sur-Elle                     | Moon-sur-Elle    |

### Géologie
On rencontre des terrains triasiques.

### Hydrographie
La commune est située dans le bassin Seine-Normandie. Elle est drainée par la Vire, l'Elle, le Rieu, un bras de la Vire, l'Elle et divers autres petits cours d'eau,.le ruisseau Tortogne
La Vire, d'une longueur de 128 km, prend sa source dans la commune de Vire Normandie et se jette  dans la baie de Seine en limite d'Osmanville et de Carentan-les-Marais, après avoir traversé 27 communes. 
L'Elle, d'une longueur de 32 km, prend sa source dans la commune de Saint-Germain-d'Elle et se jette  dans la Vire à Isigny-sur-Mer, après avoir traversé onze communes. 
Le Rieu, d'une longueur de 12 km, prend sa source dans la commune de Sainte-Marguerite-d'Elle et se jette  dans l'Elle sur la commune, après avoir traversé cinq communes. 

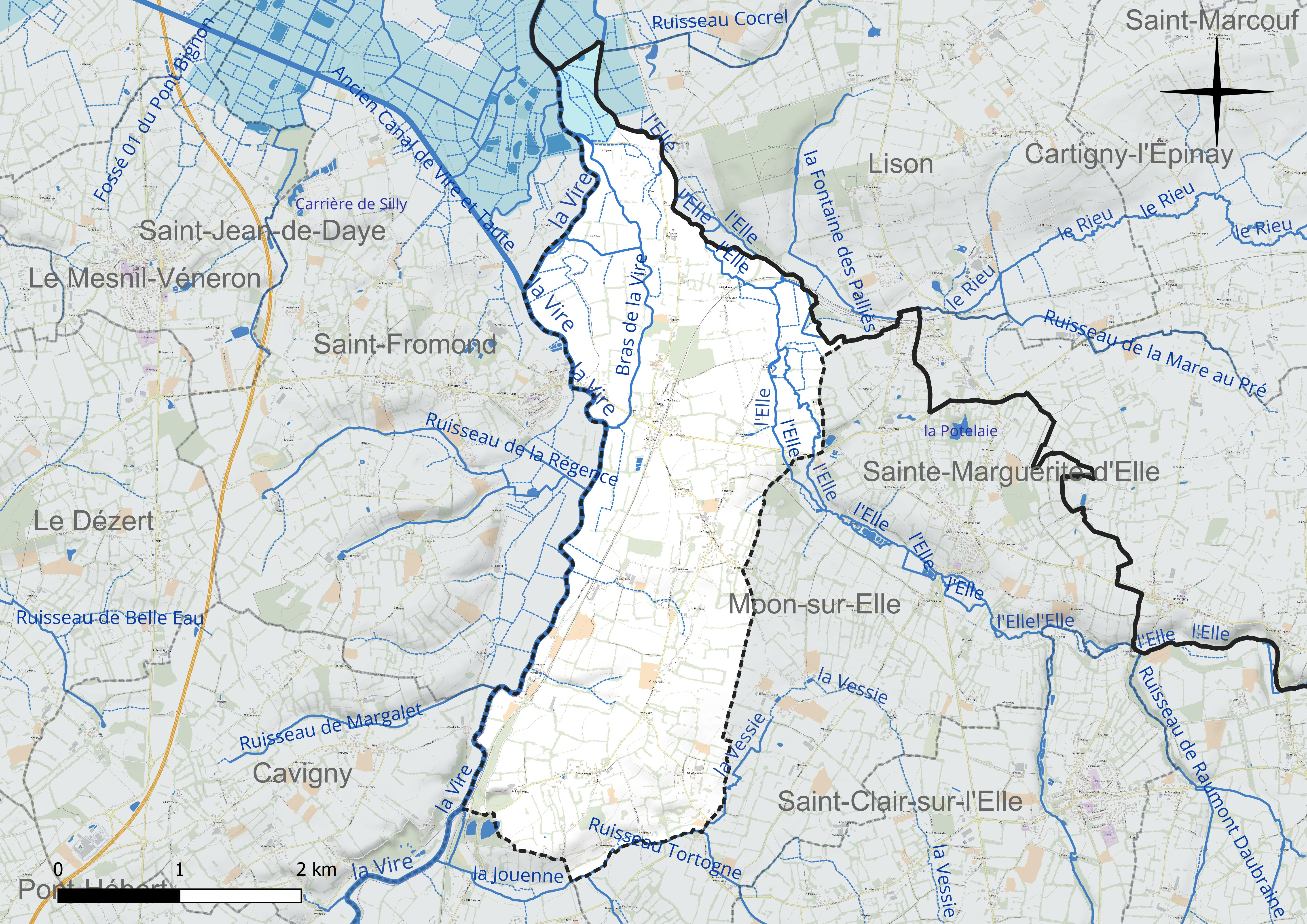
Réseau hydrographique d'Airel.

Un plan d'eau complète le réseau hydrographique : la carrière des Esserts, d'une superficie totale de 1,7 ha (0,2 ha sur la commune),.

### Climat
Pour des articles plus généraux, voir Climat de la Normandie et Climat de la Manche.
En 2010, le climat de la commune est de type climat océanique franc, selon une étude du CNRS s'appuyant sur une série de données couvrant la période 1971-2000. En 2020, Météo-France publie une typologie des climats de la France métropolitaine dans laquelle la commune est exposée à un climat océanique et est dans la région climatique Normandie (Cotentin, Orne), caractérisée par une pluviométrie relativement élevée (850 mm/a) et un été frais (15,5 °C) et venté. Parallèlement le GIEC normand, un groupe régional d'experts sur le climat, différencie quant à lui, dans une étude de 2020, trois grands types de climats pour la région Normandie, nuancés à une échelle plus fine par les facteurs géographiques locaux. La commune est, selon ce zonage, exposée à un « climat maritime », correspondant au Cotentin et à l'ouest du département de la Manche, frais, humide et pluvieux, où les contrastes pluviométrique et thermique sont parfois très prononcés en quelques kilomètres quand le relief est marqué.
Pour la période 1971-2000, la température annuelle moyenne est de 10,8 °C, avec une amplitude thermique annuelle de 11,3 °C. Le cumul annuel moyen de précipitations est de 912 mm, avec 14 jours de précipitations en janvier et 7,3 jours en juillet. Pour la période 1991-2020, la température moyenne annuelle observée sur la station météorologique la plus proche, située sur la commune de Balleroy-sur-Drôme à 18 km à vol d'oiseau, est de 11,2 °C et le cumul annuel moyen de précipitations est de 924,3 mm,. Pour l'avenir, les paramètres climatiques de la commune estimés pour 2050 selon différents scénarios d'émission de gaz à effet de serre sont consultables sur un site dédié publié par Météo-France en novembre 2022.

## Urbanisme

### Typologie
Au 1er janvier 2024, Airel est catégorisée commune rurale à habitat dispersé, selon la nouvelle grille communale de densité à sept niveaux définie par l'Insee en 2022. Elle est située hors unité urbaine. Par ailleurs la commune fait partie de l'aire d'attraction de Saint-Lô, dont elle est une commune de la couronne,. Cette aire, qui regroupe 63 communes, est catégorisée dans les aires de 50 000 à moins de 200 000 habitants,.

### Occupation des sols
L'occupation des sols de la commune, telle qu'elle ressort de la base de données européenne d'occupation biophysique des sols Corine Land Cover (CLC), est marquée par l'importance des territoires agricoles (95,3 % en 2018), une proportion sensiblement équivalente à celle de 1990 (95,2 %). La répartition détaillée en 2018 est la suivante : prairies (68 %), terres arables (26,2 %), zones urbanisées (4,7 %), zones agricoles hétérogènes (1,1 %). L'évolution de l'occupation des sols de la commune et de ses infrastructures peut être observée sur les différentes représentations cartographiques du territoire : la carte de Cassini (XVIIIe siècle), la carte d'état-major (1820-1866) et les cartes ou photos aériennes de l'IGN pour la période actuelle (1950 à aujourd'hui).

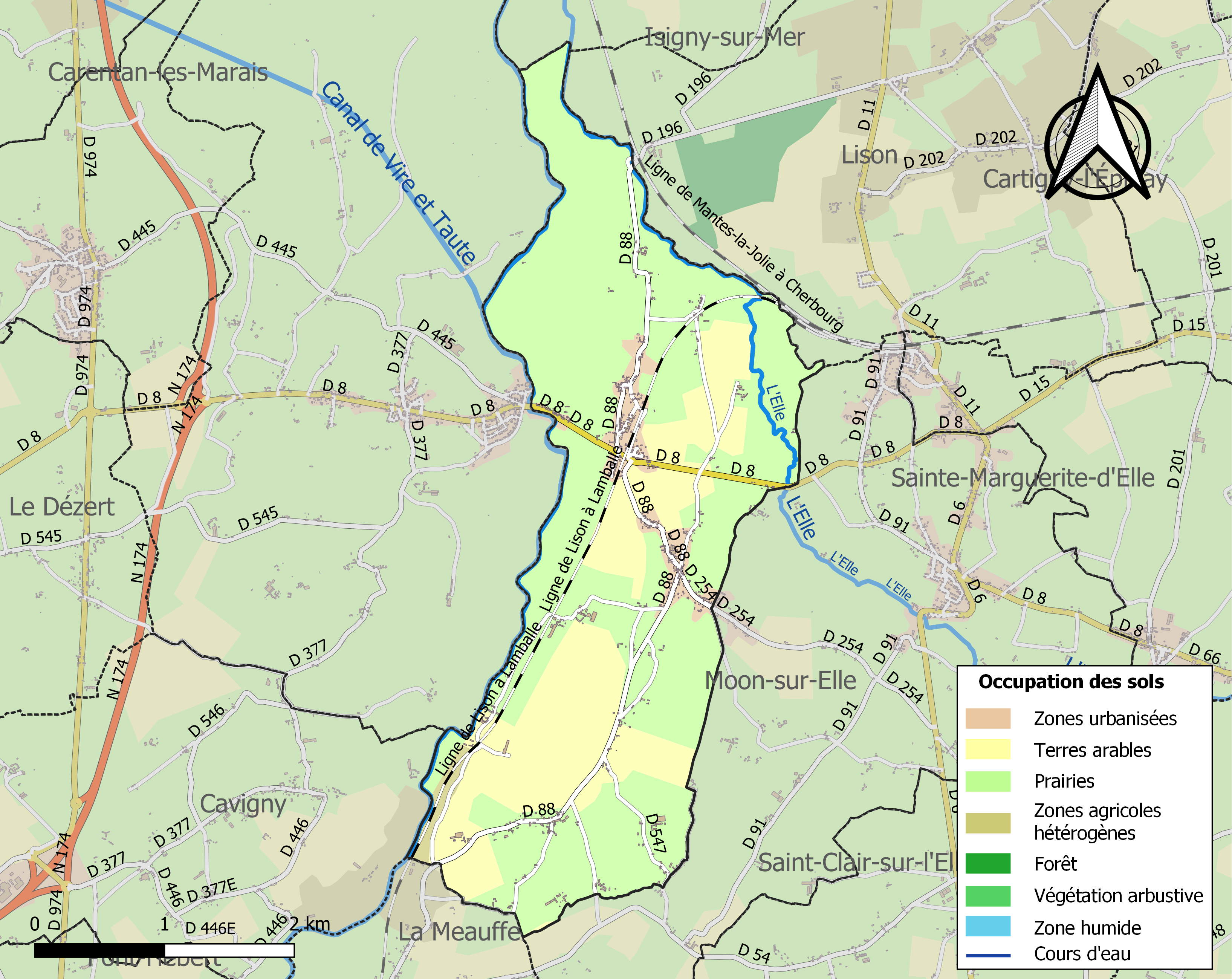
Carte des infrastructures et de l'occupation des sols de la commune en 2018 (CLC).

## Toponymie
Le nom de la localité est attesté en 1066 et 1247 sous la forme Arel.
Les formes anciennes permettent d'envisager un toponyme médiéval précoce, issu de l'ancien français arel, « emplacement non cultivé, espace libre », désignant une place vide dans ou près d'une agglomération, souvent avec une connotation fonctionnelle : aire de battage, place de marché, espace constructible, etc. Ce terme est issu du gallo-roman °AREALE, procédant lui-même du latin arealis, dérivé adjectival d'area « surface, sol uni, emplacement vide (pour bâtir) ». Sa terminaison -el en ancien français l'a fait ressentir comme un diminutif du mot aire < area.
François de Beaurepaire, considérant l'emplacement de la commune au confluent de la Vire et de l'Elle, typique selon lui d'une grande antiquité, préfère y voir un thème pré-latin arel-, que l'on pense retrouver dans le nom d'Arles (Arelate) ainsi que dans l'ancienne appellation de la forêt de Brotonne (Arelaunum). Cette hypothèse est également envisageable, mais rien, dans l'état des connaissances, ne permet de la confirmer ni de l'infirmer.
Le gentilé est Airelois.

### Microtoponymie
Le Marais Hoguette, toponyme fréquent en Normandie, du norrois Haugr (hauteur).
Le hameau Bourgais, toponyme fréquent dans le Nord de la France, venant du germain burg puis latinisé en burgellum (cf Le Bourget).
Le hameau Montreuil, toponyme fréquent venant du latin Monasteriolum.
Les lieux-dits en Y-ère/-erie sont des habitats tardifs, résultant du fort accroissement démographique normand du XIe – XIIIe siècle. Ils désignaient la ferme de la famille « Y », fondée sur les nouvelles terres obtenues par les grands défrichements. Les essarts prennent le nom des défricheurs, suivi de la désinence -erie ou -ière.
Les autres lieux-dits en (Hôtel / Hameau / Le(s) / Clos / Pont / Maison)-Y sont des constructions encore récentes, ils désignaient un bien de la famille « Y ». Notons trois lieux-dits en rocque (la Roque Genest, la Petite Rocque, la Grande Roque) qui signifie « pierre », « rocher » en normand. En effet ces hameaux sont situés à côté de la carrière d'Airel.

## Histoire
Dans la première moitié du XIIe siècle, la paroisse relevait de l'honneur du Hommet.
En 1613, Jean Acher, seigneur du Mesnil-Vitey obtint de Louis XIII la concession d'un marché le samedi et de deux foires annuelles en avril et octobre. Celle du printemps, dite foire du Bourgais, perdure sous la forme d'un vide-grenier.

### Fiefs
En 1640, la paroisse d'Airel se subdivise en trois fiefs :
- le fief de la Motte d'Ayrel, possédé par « Pierre de Marguerye, escuyer » ;
- la baronnye d'Ayrel, possédée par le « sieur evesque de Bayeux » ;
- le fief de Montreuil, possédé par « Mre Jean Acher, sieur du Mesnil-Vitey ».

### Limites territoriales
Les ponts d'Airel marquaient la limite entre le Cotentin et le Bessin.
- Vieux pont de la Hoderie situé à la limite de la Manche et du Calvados. Il enjambe l'Elle. Entre ses arches, on peut observer les armoiries de l'évêque de Bayeux, du baron d'Airel, Crépion, Lison (Calvados) et de Neuilly-la-Forêt.
- Pont Saint-Louis sur la Vire, commandait l'accès du Bessin.

### Circonscriptions administratives avant la Révolution
- Généralité : Caen.
- Élection : Bayeux, puis Saint-Lô (1639-1661), Bayeux (1661-1691), Saint-Lô (1691).
- Sergenterie : Saint-Clair.

## Politique et administration
| Période                                                                              | Période  | Identité                  | Étiquette | Qualité         |
| ------------------------------------------------------------------------------------ | -------- | ------------------------- | --------- | --------------- |
| 1793                                                                                 | 1793     | Thomas Bauquet            |           |                 |
| 1793                                                                                 | 1794     | Étienne Rihouey           |           | officier public |
| 1794                                                                                 | 1797     | André Lecomte             |           | officier public |
| 1797                                                                                 | 1798     | Jacques Goville           |           |                 |
| 1798                                                                                 | 1800     | Nicolas de Than           |           |                 |
| 1800                                                                                 | 1815     | Thomas Bauquet            |           |                 |
| 1815                                                                                 | 1848     | A. Justin Hue de la Roque |           |                 |
| 1848                                                                                 | 1870     | Ch. Michel Ygouf          |           |                 |
| 1870                                                                                 | 1874     | Jean-François Le Canu     |           |                 |
| 1874                                                                                 | 1900     | Jean Grouaille            |           |                 |
| 1900                                                                                 | 1919     | Albert Desplanques        |           |                 |
| 1919                                                                                 | 1935     | Louis Letourneur          |           |                 |
| 1935                                                                                 | 1944     | Ernest Hébert             |           |                 |
| 1944                                                                                 | 1965     | Gaston Bernard            |           |                 |
| 1965                                                                                 | 1977     | Robert de Ligny           |           |                 |
| 1977                                                                                 | 1979     | André Verge               |           |                 |
| 1979                                                                                 | 1995     | Pierre Branthonne         |           |                 |
| 1995                                                                                 | 2001     | Janine Regnault           |           |                 |
| 2001                                                                                 | 2014     | Jacqueline Le Blond       |           |                 |
| mars 2014                                                                            | En cours | Jean-Pierre Branthonne    |           | Agriculteur     |
| Une partie des données est issue d'une liste établie par Jean Pouëssel et la mairie. |          |                           |           |                 |

Le conseil municipal est composé de quinze membres dont le maire et trois adjoints.

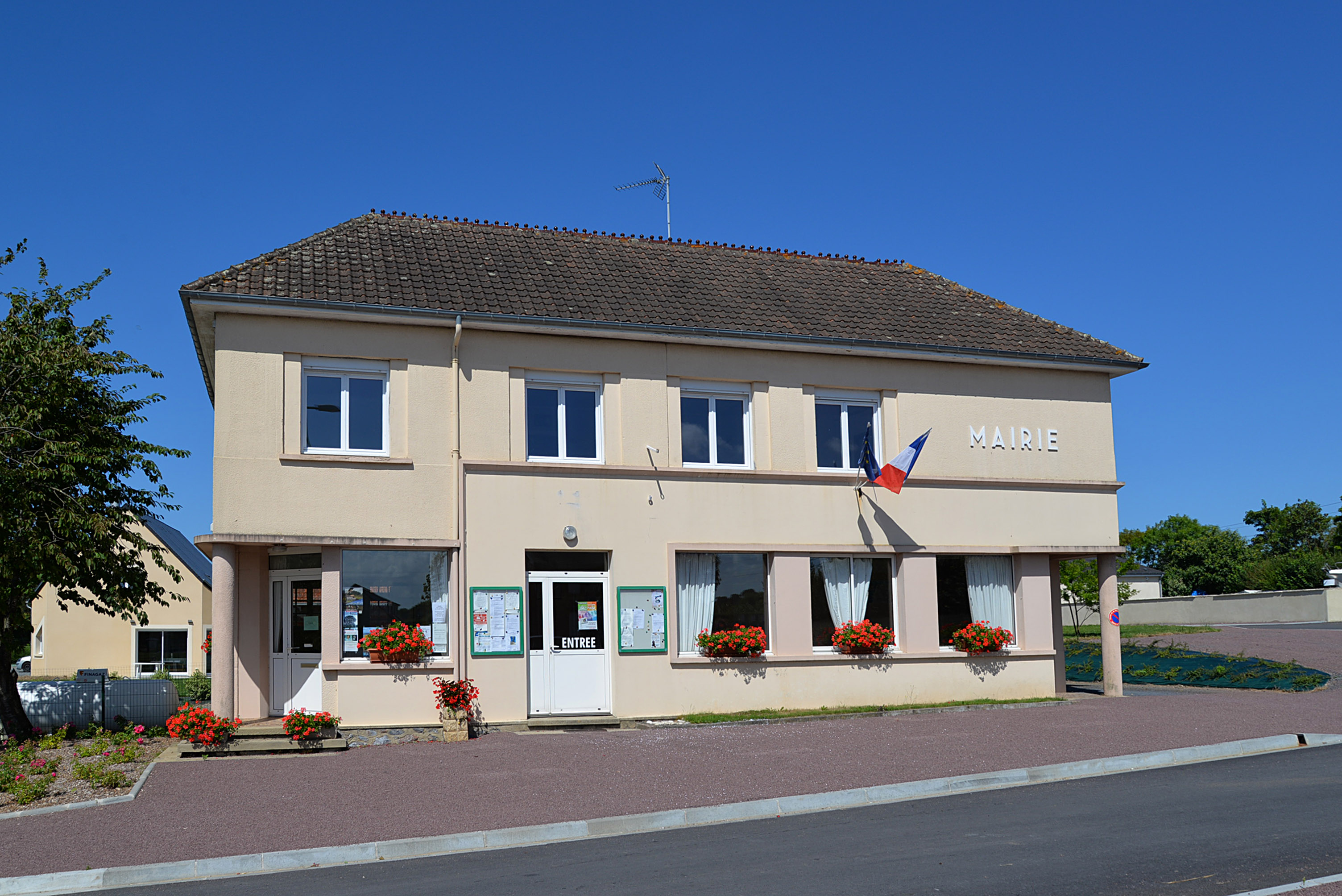
La mairie.

## Démographie
L'évolution du nombre d'habitants est connue à travers les recensements de la population effectués dans la commune depuis 1793. Pour les communes de moins de 10 000 habitants, une enquête de recensement portant sur toute la population est réalisée tous les cinq ans, les populations de référence des années intermédiaires étant quant à elles estimées par interpolation ou extrapolation. Pour la commune, le premier recensement exhaustif entrant dans le cadre du nouveau dispositif a été réalisé en 2007.
En 2022, la commune comptait 527 habitants, en évolution de −2,59 % par rapport à 2016 (Manche : −0,31 %, France hors Mayotte : +2,11 %).
Airel a compté jusqu'à 823 habitants en 1886 et 1946.
| 1793 | 1800 | 1806 | 1821 | 1831 | 1836 | 1841 | 1846 | 1851 |
| ---- | ---- | ---- | ---- | ---- | ---- | ---- | ---- | ---- |
| 531  | 546  | 549  | 681  | 629  | 601  | 609  | 680  | 676  |

| 1856 | 1861 | 1866 | 1872 | 1876 | 1881 | 1886 | 1891 | 1896 |
| ---- | ---- | ---- | ---- | ---- | ---- | ---- | ---- | ---- |
| 668  | 719  | 722  | 726  | 704  | 761  | 823  | 800  | 756  |

| 1901 | 1906 | 1911 | 1921 | 1926 | 1931 | 1936 | 1946 | 1954 |
| ---- | ---- | ---- | ---- | ---- | ---- | ---- | ---- | ---- |
| 756  | 747  | 706  | 791  | 822  | 792  | 755  | 823  | 753  |

| 1962 | 1968 | 1975 | 1982 | 1990 | 1999 | 2006 | 2007 | 2012 |
| ---- | ---- | ---- | ---- | ---- | ---- | ---- | ---- | ---- |
| 623  | 557  | 534  | 548  | 526  | 486  | 511  | 515  | 539  |

| 2017 | 2022 | - | - | - | - | - | - | - |
| ---- | ---- | - | - | - | - | - | - | - |
| 547  | 527  | - | - | - | - | - | - | - |

## Économie
La commune se situe dans la zone géographique des appellations d'origine protégée (AOP) beurre d'Isigny et crème d'Isigny.
Le marché hebdomadaire s'y tient le samedi.

## Culture locale et patrimoine

### Lieux et monuments

#### Patrimoine civil
- Manoir du Mesnil-Vitey des XVe – XVIIIe siècles, ancien fief Acher. Les façades, toitures et vestiges du mur d'enceinte, sont inscrits aux titre des monuments historiques par arrêté du 22 novembre 1949[40]. Cette ancienne forteresse, sur les bords de la Vieille Vire, protégeait le pont Saint-Louis[28].
- Manoir de Juvigny des XVIe – XIXe siècles, près de l'église. Il comporte, sur sa face nord, une tourelle octogonale en saillie comportant un escalier à vis et meurtrières. Une échauguette surplombe le chemin.
- Manoir de la Motte des XVIe – XVIIIe siècles, ancien fief transformé en ferme. Il comporte de larges tours rondes, des ouvertures en plein cintre, des meurtrières, des grilles de fer à barreaux entrecroisés. Dans la cour, se dresse une tour octogonale en pierre rouge à pans coupés. La façade a été remaniée au XVIIIe siècle. Il subsiste des vestiges de moulures (gothique flamboyant).
- Manoir de la Grande Rocque du XVIIe siècle, avec échauguettes en briques et pierres blanches.
- Pont de la Hoderie, sur le Rieu, affluent de l'Elle séparant la Manche du Calvados.
- Voie romaine.

La commune est également concernée par le périmètre de protection des fours à chaux de La Meauffe (inscrits MH).

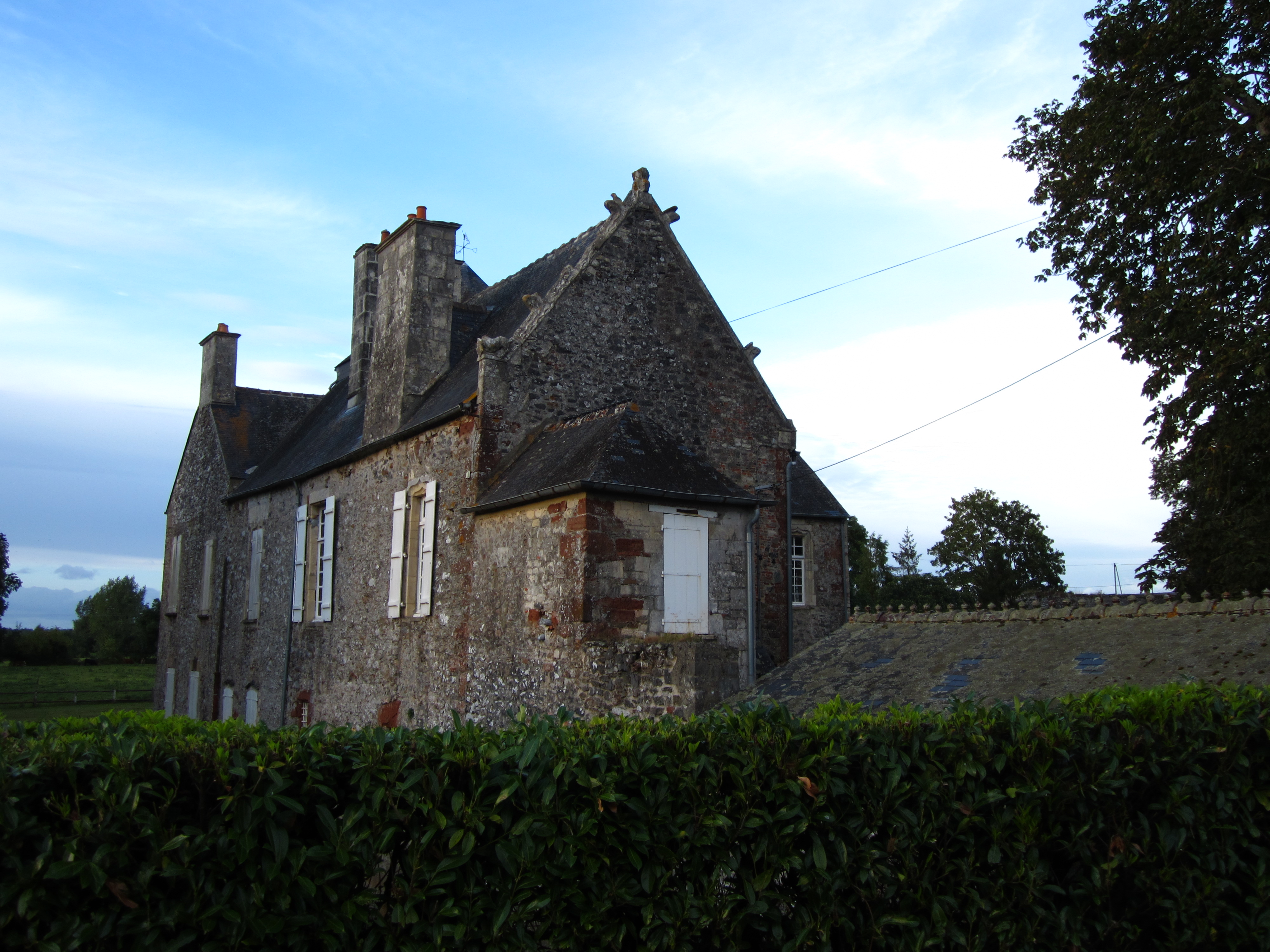
Le manoir du Mesnil Vitey.
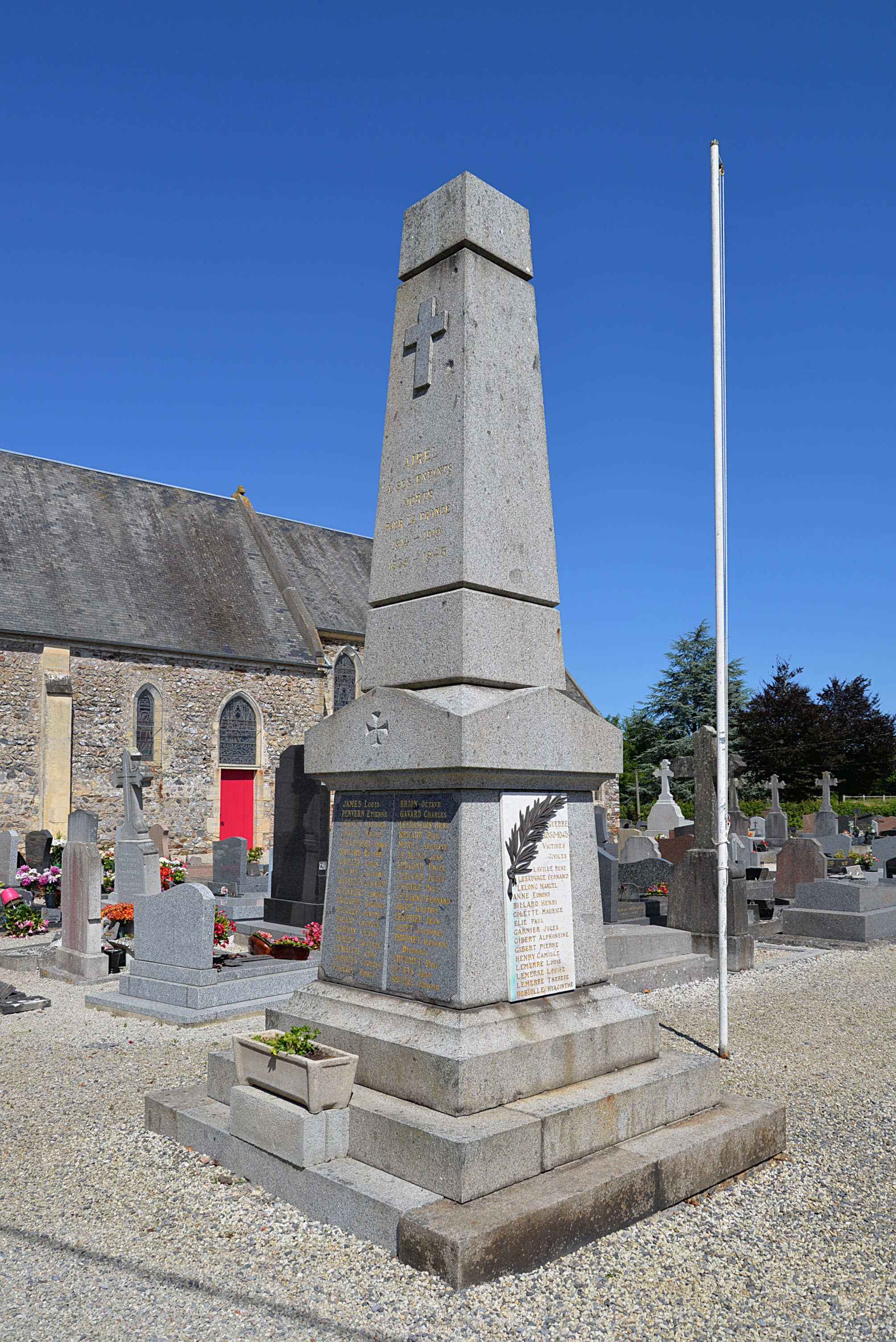
Le monument aux morts.

#### Patrimoine religieux
- Église Saint-Georges néo-romane (clocher XVIe et portail XIXe)[28] avec une ancienne porte à bordure surbaissée à double billettes. Les pierres du clocher et en partie de la nef ont été disposées en épi comme à l'époque romane.
- Chapelle Saint-Antoine.
- Ancien presbytère.

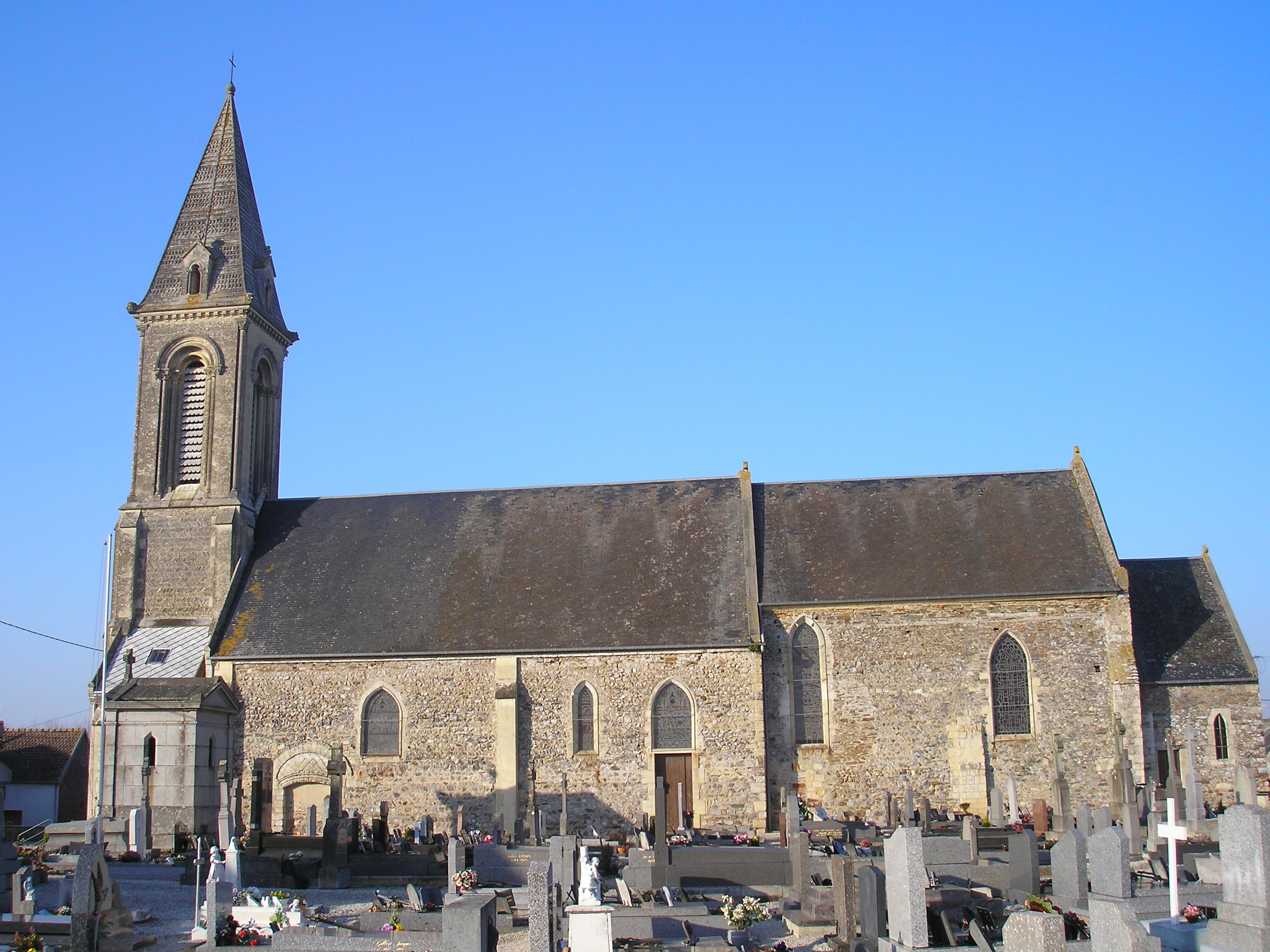
Vue méridionale de l'église Saint-Georges.
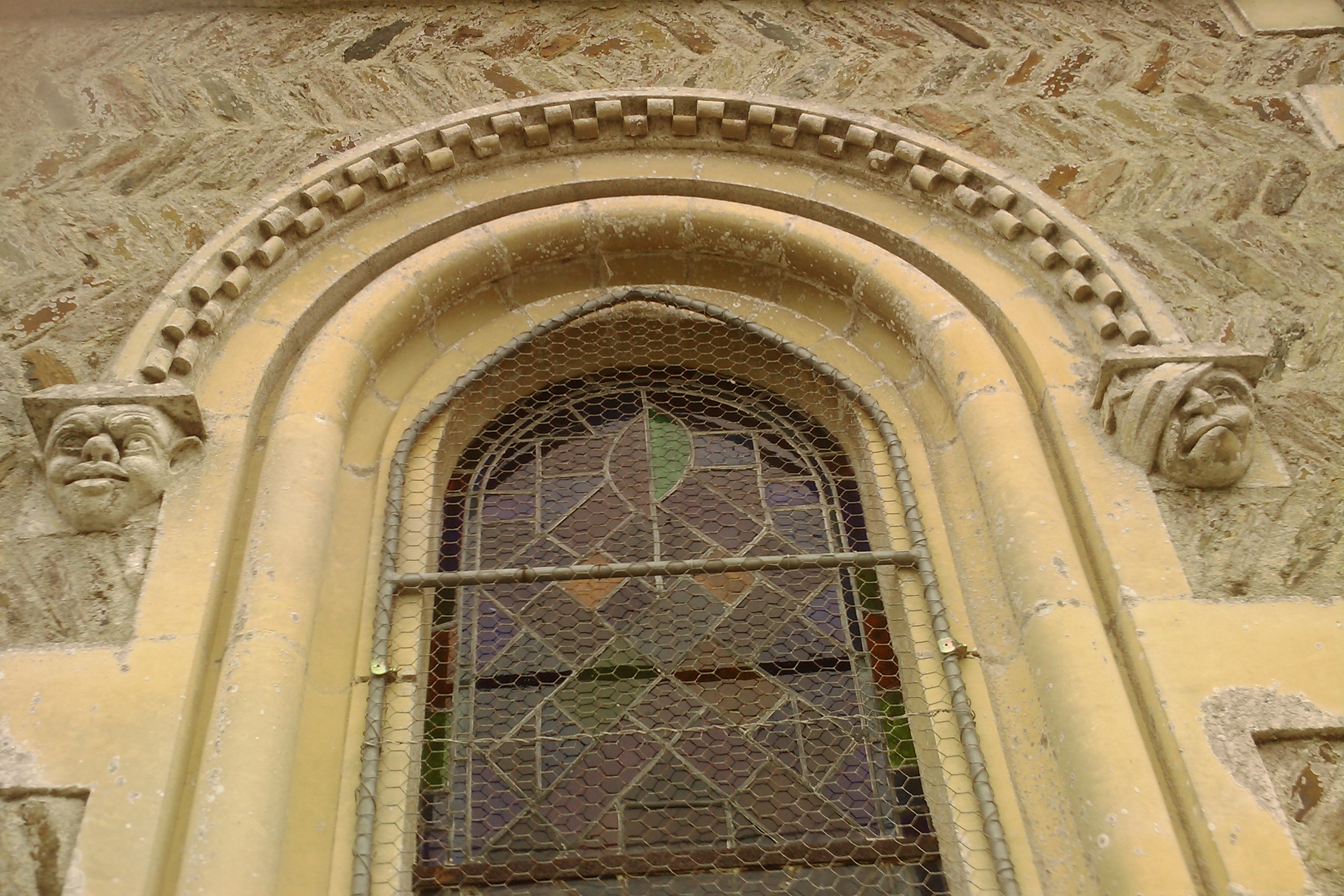
Corniche à billettes.
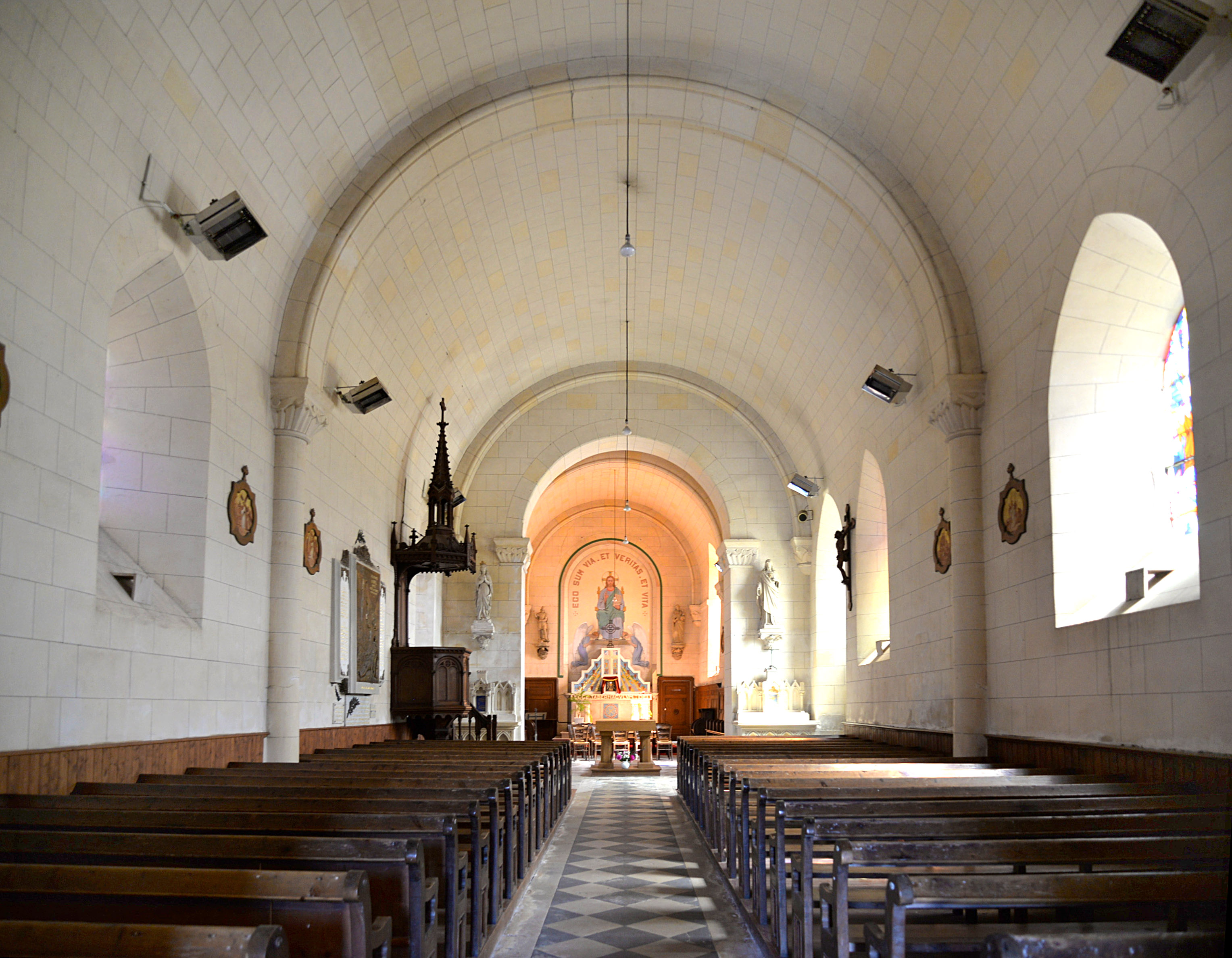
La nef de l'église Saint-Georges.
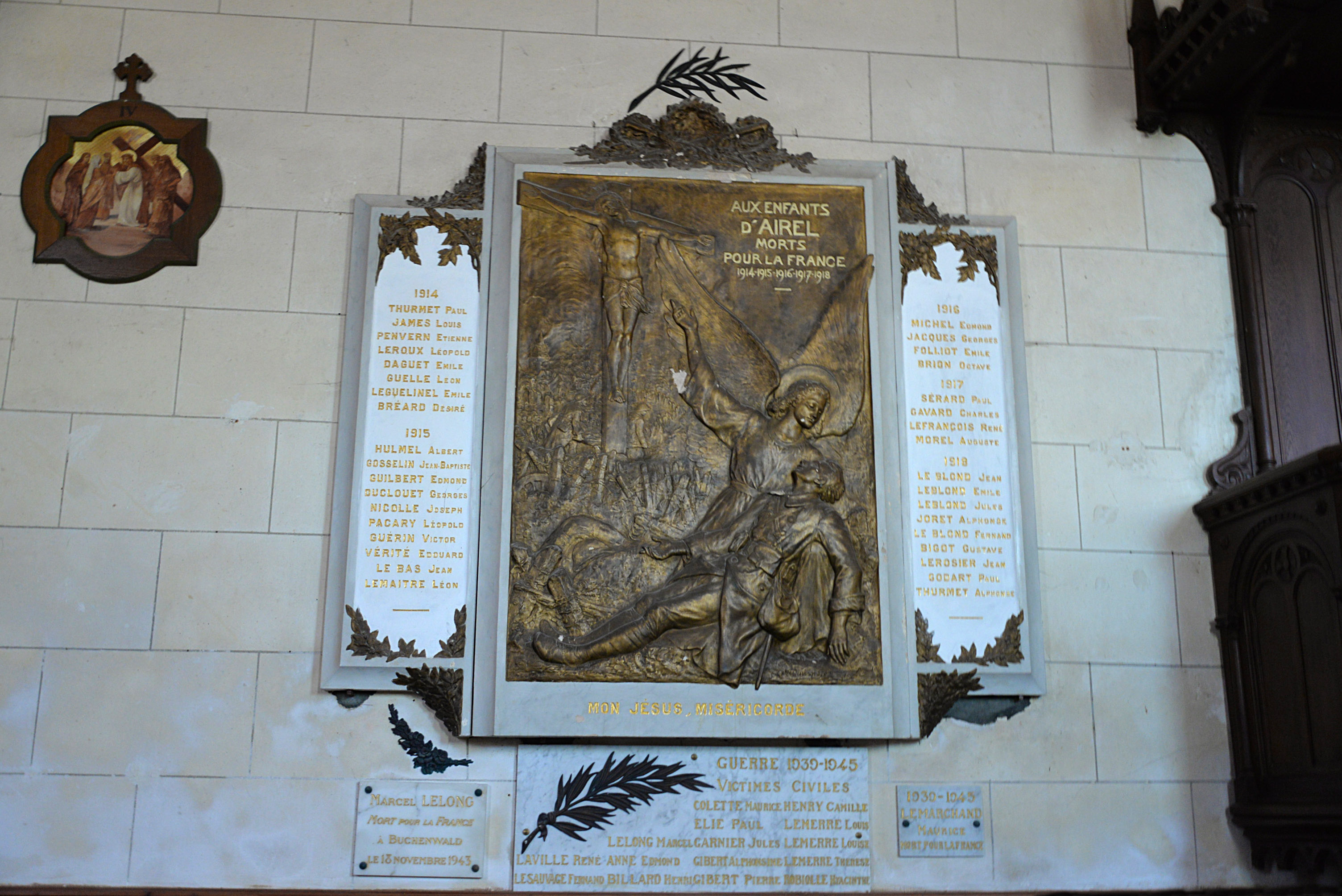
Plaque commémorative dans l'église Saint-Georges.

### Sports
L'Union sportive aireloise fait évoluer deux équipes de football en divisions de district.

### Personnalités liées à la commune
- Jean Michel Guérin du Boscq de Beaumont (Airel, 1896-1955), ministre plénipotentiaire de Pierre Mendès France.
- Jean Regnault de Segrais (Caen, 1624-1701), membre de l'Académie française, seigneur du Mesnil-Vitey.
- Paul Guilbert (Airel, 1888-1973), fondateur du Comité interprofessionnel du logement, résistant durant la Seconde Guerre mondiale et député de 1945 à 1950.